# Педагошки факултет Универзитета у Нишу
Педагошки факултет је високошколска установа у саставу Универзитета у Нишу. Налази се у Врању и реализује образовну и научно-истраживачку делатност, а њих прати издаваштво кроз публиковање књига, уџбеника, приручника, монографија и других стручних и информативних издања, као и часопис Годишњак. На факултету се обављају студије првог, другог и трећег степена, као и студије за иновацију знања и стручног образовања.

## Историјат
Педагошки факултет у Врању функционише под окриљем Универзитета у Нишу. Претходни назив факултета "Учитељски факултет у Врању Универзитета у Нишу", промењен је у постојећи на основу одлуке о промени назива факултета. На овом факултету студира 750 студената на три студијска програма:
- образовање учитеља,
- образовање васпитача,
- мастер професор технике и информатике.

Године 1998. отворено је Одељење у Неготину, на коме студира око 120 активних студената на смеру за учитеље.
Поред основних академских студија, на Педагошком факултету постоји програм докторских студија са четири смера: смер за методику наставе српског језика и књижевности, за методику наставе математике, методику наставе ППД-а и методику наставе физичког васпитања.
Факултет је опремљен савременом опремом неопходном за остваривање поменутих програма и наставних садржаја.
Године 2015. факултет мења име у Педагошки факултет, чиме је исказано повећано поље рада у образовању васпитача, као и у научном раду.

## Библиотека
Библиотека Педагошког факултета у Врању као високошколска библиотека постоји од самог оснивања факултета као један од важних елемената успешне наставе. Библиотека факултета је организациона јединица општенаучног типа у саставу научно-истраживачке јединице факултета и представља важан информативни центар. Уписана је у регистар библиотека. Библиотеку користе студенти, сарадници и наставници факултета. Библиотечки фонд сачињен је од 29321 књиге, које су у слободном приступу смештена по Универзалној децималној класификацији (УДК систем). Библиотека поседује ауторски и предметни каталог. Смештена је у приземљу зграде факултета и у њеном саставу налазе се три просторије: депо са књигама, читаоница и канцеларија. Библиотека броји 29321 књигу из области педагогије, психологије, социологије, филозофије, математике, методике и белетристике.
У читаоници библиотеке налазе се два рачунара намењена за рад студената и два рачунара за рад библиотекара. Просторије библиотеке су покривене бежичном интернет мрежом.

## Научно-истраживачка делатност
Центар за научноистраживачки рад је научноистраживачка јединица у саставу Педагошког факултета у Врању, која на пословима из своје делатности, окупља све наставнике и сараднике Факултета. У раду Центра могу бити ангажовани спољни сарадници и ненаставни радници Факултета. Органи Центра су: Научно веће, руководилац и научни секретар. Центар обавља научноистраживачки рад и консултативну делатност.

## Делатност
У оквиру своје основне делатности, Факултета се бави издавањем књига, уџбеника, приручника, монографија и других публикација. 
Поред основних студија, Факултет организује постдипломске докторске студије и друге облике стручног усавршавања у области друштвених наука. Настава на основним студијама организује се на смеру за учитеље и смеру за васпитаче. Настава докторских студија која траје три године по Болоњском процесу организује се на следећим смеровима: 1. Методика наставе српског језика и књижевности, 2. Методика наставе математике, 3. Методика наставе познавања природе и друштва и 4. Методика наставе физичког васпитања.
Организација и рад Факултета уређује се Законом о високом образовању, Статутом и општим актима. Факултет организује и обавља наставно-научну делатност и административно-техничке послове. Наставно-научну делатност обављају наставници и сарадници Факултета изабрани у складу са Законом о високом образовању. Административно-техничке послове обављају стручни радници који чине Секретаријат Факултета.
Радом Факултета руководи декан. Факултет има четири продекана: за наставу, научноистраживачку делатност, продекана за међународну сарадњу и продекана за евалуацију квалитета студирања. Пословодни орган Факултета је Савет. Друштвени и културни живот студената одвија се у оквиру организације Савеза студената који даје своје представнике за Студентски парламент.

## Ваннаставне активности
Сваке године на Педагошком факултету у Врању одржава се Смотра беседништва, као и многе креативне радионице, иза којих су објављене неколике публикације.
Истиче се Мешовити хор студената "Даскал", који је добитник многих награда и признања у земљи и иностранству.
Осим поменутих, значајну ваннаставну активност студената представља и луткарска радионица.

## Декани
- Др Бора Станимировић (1993—2001)[6]
- Др Стојан Ценић (2001—2006)
- Др Стана Смиљковић (2006—2012)
- Др Стојан Ценић (2012—2015)
- Др Сунчица Денић Михаиловић (2015—2018)
- Др Зоран Момчиловић (2018—2021)
- Др Драгана Станојевић (2021—данас)

## Катедре
- Катедра за методике наставе
- Катедра за природно-математичке науке
- Катедра за језике и књижевност
- Катедра за педагогију и психологију
- Катедра за друштвене науке

## Галерија
- Зграда Педагошког факултета
- Улаз у зграду Педагошког факултета у Врању
- Педагошки факултет у Врању - заставе
- Штанд Учитељског факултета у Врању на Сајму књига
- Представа студената Педагошког факултета у Врању
- Хор Педагошког факултета
- Хор Педагошког факултета - наступ у цркви Свете Тројице
- Библиотека Педагошког факултета